# First Poker
First Poker är en tidning som ges ut av förlaget First Publishing Group AB med huvudsäte i Växjö. Tidningen är ett månadsmagasin och har även viss försäljning även utanför Sveriges gränser. Chefredaktören heter Jonas Berg. Markus Linderoth är återkommande fotograf.